# Louis Aston Knight
Louis Aston Knight, född 3 augusti 1873 i Paris, död 8 maj 1948, var en fransk-amerikansk konstnär känd för sina målningar av landskap.
En av hans målningar, The Afterglow,  köptes av USA:s president Warren G. Harding 1922 för att hänga i Vita huset. 
Aston Knight var son till Daniel Ridgway Knight. Han växte upp i Europa och fick tidig konstutbildning av sin far för att senare fortsatta sina studier med Tony Robert-Fleury och Jules Lefebvre. Han visade sitt första arbete på Parissalongen 1894 och fortsatte därefter att ställa ut här under hela sin livstid. Hans favorit ämne var stugor och trädgårdar i städerna kring hans hem i Beaumont-le-Roger. Han gifte sig med Caroline Ridgeway Brewster hemma hos senatorn Joseph Sherman Frelinghuysen, Sr i Raritan, New Jersey 1907,  och befordrades till officer i Hederslegionen, den högsta dekoration i Frankrike, 1927
.